# Lê Cao Hoài An
Lê Cao Hoài An (sinh ngày 19 tháng 9 năm 1993) là một cầu thủ bóng đá người Việt Nam hiện tại đang thi đấu ở vị trí tiền vệ trung tâm trong màu áo của câu lạc bộ Khatoco Khánh Hòa tại Giải bóng đá hạng Nhất Quốc gia Việt Nam.